# 孫秀實
孙秀实，元朝大宁（今内蒙古自治区宁城县西北大明城）人。
孙秀实性情刚毅，喜欢帮助别人。里中人王仲和托孙秀实借富人二千锭钞，因家贫不能偿还，王仲和于是弃亲逃去。数年后，他的亲人思念他，得病，孙秀实每天送薪米慰问，他们还是不乐。孙秀实可怜他，为王家代偿，取借据还给其亲，再命家奴骑马带着金钱，找到王仲和让他回来，父子欢聚，听说的无不称美。李怀玉等人借孙秀实一千五百锭钞，估计他们还不起，于是把借据给他们不再索回。